# Friuli Aquileia Novello
Il Friuli Aquileia Novello è un vino DOC la cui produzione è consentita nella provincia di Udine.

## Caratteristiche organolettiche
- colore: rosso rubino
- odore: vinoso, fruttato
- sapore: sapido, caratteristico.

## Produzione
Provincia, stagione, volume in ettolitri
- nessun dato disponibile